# Коклэйнский призрак
Коклэйнский призрак — история, которая привлекла значительное внимание общественности в XVIII веке в Англии. В 1762 году дом на Коклэйн, короткой улице, прилегающей к лондонскому рынку Смитфилд, в нескольких минутах ходьбы от собора Святого Павла, стал известен как место предполагаемого обитания привидений. История была сосредоточена вокруг трёх человек: Уильяма Кента, ростовщика из Норфолка, Ричарда Парсонса, приходского священника, и дочери Парсонса, Элизабет.
После смерти во время родов жены Кента, Элизабет Лайнс, он стал поддерживать романтические отношения с её сестрой, Фанни. Английское каноническое право не давало паре возможности вступить в брак, но они всё-таки переехали в Лондон и поселились в доме на Коклэйн, который затем стал собственностью Парсонса. Несколько сообщений о странных звуках и стуках, расценивавшиеся как призрачные явления, были там зарегистрированы, хотя по большей части они прекратились после того, как пара переехала, но после смерти Фанни от оспы и успешного судебного процесса Кента против Парсонса из-за непогашенной задолженности за покупку дома они якобы появились снова. Парсонс утверждал, что призрак Фанни преследовал его имущество, а впоследствии — его дочь. Проводились регулярные медиумические сеансы, чтобы определить мотивы действий «Царапающей Фанни», а улица Коклэйн была часто непроходима от толпы заинтересованных прохожих.
Призрак якобы появился затем, чтобы утверждать, что Фанни был отравлена мышьяком, и Кент был публично подозреваем в её убийстве, но комиссия, членом которой был в том числе Сэмюэл Джонсон, пришла к выводу, что предполагаемые появления призрака были мошенничеством. Дальнейшие исследования доказали, что мошенничество было совершено Элизабет Парсонс под давлением со стороны своего отца. Виновные были судимы и признаны виновными, Ричард Парсонс был приговорён к позорному столбу и к двум годам лишения свободы.
«Коклэйнский призрак» оказался в центре спора между методистской и англиканской церквями и часто упоминается в современной литературе. Чарльз Диккенс был одним из нескольких авторов викторианской эпохи, чьи работы ссылались на эту историю, а художник-сатирик Уильям Хогарт обращался к теме призрака в двух своих картинах.